# Wissam Joubran
Wissam Joubran (en arabe : وسام جبران), né le 19 février 1983 à Nazareth, est un maître luthier, compositeur et un joueur de oud palestinien. Il est considéré comme étant l'un des meilleurs oudistes au monde et fait partie avec ses frères du Trio Joubran. Il est le premier luthier du monde arabe diplômé de l'Institut Antonio Stradivari de Crémone en Italie. Il est basé à Paris depuis 2005, où il a installé un atelier dans le 15e arrondissement.

## Biographie
Wissam Joubran est né dans une famille chargée d’un riche passé artistique. Son environnement familial fut favorable à son travail musical, tout d'abord par son père, Hatem Joubran, lui-même luthier qui lui donne ses premières leçons à l'âge de cinq ans et l'inscrit à des cours de violon au conservatoire de Nazareth ; sa mère, Ibtisam Hanna, chantait des « Muwachahat », puis son frère Samir Joubran reconnu comme oudiste de talent et fondateur du Trio Joubran.
À l'âge de neuf ans, sous l'influence de son frère Samir, Wissam se tourne à son tour vers la pratique du oud et commence par faire quelques concerts en Palestine. À douze ans, il partage la scène avec son frère Samir à Paris. En 2001, il devient le premier étudiant arabe diplômé du prestigieux Conservatoire Antonio Stradivari de Crémone. Wissam Joubran, tout comme son père, suit alors la lignée des maîtres luthiers. Il crée alors des ouds pour des musiciens renommés ainsi que pour le Trio Joubran en personnalisant chaque instrument en fonction du caractère des musiciens.
En 2003, Wissam Joubran publie son premier album Tamaas en duo avec son frère Samir Joubran. En 2004, c'est en trio avec le benjamin Adnan Joubran que l'album Randana est enregistré en formant Le Trio Joubran. Le Trio se produit dès lors dans les salles internationales comme le Carnegie Hall de New York. En 2007 sort l’album Majâz qui devient générique et musique du film Adieu Gary de Nassim Amaouche sorti en 2009.
De 2002 à 2008 Wissam Joubran a également jalonné d'interludes musicaux la lecture des poèmes de Mahmoud Darwish.
En tant que luthier et au sein de sa formation « Le Trio Joubran », Wissam Joubran est très engagé à promouvoir la culture palestinienne dont il est issu et qu’il revendique : « Nous sommes Palestiniens d'origine, Palestiniens par la culture, par le sang qui coule dans nos veines, par la langue, par notre art… Mais notre message est universel ». Il est ressortissant israélien, mais considère cette information sans pertinence vis-à-vis de son activité artistique.

## Discographie
- 2003 : Tamaas
- 2005 : Randana
- 2007 : Majâz
- 2009 : A l'Ombre des mots
- 2009 : Le Dernier Vol
- 2011 : AsFâr

## Récompenses
- 2009 : le Muhr Arab Award du Meilleur compositeur pour la musique du film Adieu Gary de Nassim Amaouche au Festival international du film de Dubaï
- 2011 : le Muhr Arab Award du Meilleur compositeur pour la musique du film The Last Friday de Yahya Al Abdallah au Festival international du film de Dubaï

## Décoration
- Officier de l'ordre des Arts et des Lettres (2024)[6]

## Filmographie
- Improvisation (2005) de Raed Andoni